# Alvor-Übereinkommen

Wappen Angolas

Das Alvor-Übereinkommen, auf Portugiesisch Acordo do Alvor, ist eine Vereinbarung oder ein Abkommen in Vertragsform vom Januar 1975 zwischen Portugal und den drei Unabhängigkeitsbewegungen Angolas Movimento Popular de Libertação de Angola (MPLA), Frente Nacional de Libertação de Angola (FNLA) und União Nacional para a Independência Total de Angola (Unita), das den Übergang des Landes in die staatliche Unabhängigkeit regeln sollte. Es wurde am 15. Januar 1975 von den Beteiligten im Hotel Penina in dem Algarve-Städtchen Alvor unterzeichnet.
Nahezu sämtliche wesentlichen Bestimmungen der 60 Artikel der Vereinbarung erwiesen sich binnen weniger Wochen als obsolet. Zwar war die grundsätzliche Entscheidung zum vollständigen portugiesischen Rückzug aus Afrika nach der Nelkenrevolution bereits gefallen und der Portugiesische Kolonialkrieg lief in Rückzugsgefechten zur Sicherung des Abzugs von Soldaten und Zivilisten aus. Ein portugiesisches Hauptinteresse war die Beschränkung des massenhaften Abzugs weißer Siedler, eine Vorstellung, die teilweise vom Hochkommissar für Angola António Rosa Coutinho konterkariert wurde, der gegen erhebliche Widerstände auf allen Seiten die missliebige Teilnahme der marxistisch orientierten MPLA durchsetzte. Von dieser konnte nicht nur am wenigsten Sympathie für die Belange der Weißen erwartet werden, sie hatte auch bereits mit kubanischer Hilfe im November 1974 die Exklave Cabinda besetzt und so nicht nur eine Grundlage für den lang dauernden Cabinda-Konflikt geschaffen, sondern auch an erster Stelle die in der kongolesischen Enklave tätige Frente para a Libertação do Enclave de Cabinda (FLEC) von der Teilnahme an dem Treffen in der Algarve ausgeschlossen. Rosa Coutinho setzte seine MPLA-Unterstützung diesbezüglich auch in Artikel 3 durch, in dem es historisch faktenwidrig hieß: Cabinda é parte integrante e inalienável do território angolano – Cabinda ist integraler und unveräußerlicher Bestandteil des angolanischen Territoriums.
Wesentlicher aber waren die bereits im Januar 1975 erkennbaren Interessengegensätze der beteiligten Parteien, die die in der Präambel bekundete Übereinstimmung, „acordaram“, als so absurd erscheinen ließen – der Bürgerkrieg in Angola war im Grunde schon im Gange, der in den Artikeln 6 und 7 verkündete Waffenstillstand unwirksam – wie portugiesische Restvorbehalte betreffend beispielsweise den Hochkommissar (11–13), das Präsidialkollegium und eine Übergangsregierung (14–18) sowie Auswärtiges und Verteidigung. Einer der Unterzeichner, der portugiesische Ministerpräsident ab September 1975 José Baptista Pinheiro de Azevedo, bezeichnete später das Gesamtwerk als einen Fetzen Papier ohne Wert.

## Wichtige angolanische Teilnehmer
- Agostinho Neto (MPLA)
- Holden Roberto (FNLA)
- Jonas Savimbi (Unita)

Auf portugiesischer Seite waren außer Coutinho und de Azevedo auch Ernesto Melo Antunes, Francisco da Costa Gomes, Mário Soares und António de Almeida Santos zugegen.